# واسا کیلنیو
واسا کیلنیو (به لاتین: Vasa Koilaniou) یک روستا در قبرس است که در ناحیه لیماسول واقع شده‌است.

## خصوصیات
واسا کیلنیو ۱۱۸ نفر جمعیت دارد.